# Iurii Lîsan
Iurii Ivanovici Lăsan (în ucraineană Лисан Юрій Іванович; n. 1874 – d. 1946, România) a fost un politician ucrainean din Bucovina, primar al orașului Vășcăuți (1911-1918), deputat în Parlamentul României (1926-1927). Deși inițial a fost un critic puternic al măsurilor de românizare, acesta a acceptat în cele din urmă suveranitatea României asupra Bucovinei. După ocupația sovietică a Bucovinei de Nord, acesta s-a refugiat în România, unde a și decedat.